# Altgriechische Münzen
Das erste Metallgeld der Antike wurde etwa 2000 v. Chr. im Mittelmeerraum verwendet. Es handelte sich dabei um Haustierminiaturen aus Bronze. Dass sich das Metallgeld in der Folgezeit sehr schnell verbreitete, dürfte vor allem darin begründet sein, dass die Tauschgeschäfte, die bis dahin getätigt wurden, nur sehr ungenau waren und vor allem zur Täuschung geradezu einluden. Münzen hingegen erleichterten den Handel wesentlich. Sie hatten den Vorteil, immer gleiche Größe, gleiches Gewicht und gleiches Aussehen zu besitzen und statt gewogen abgezählt werden zu können.

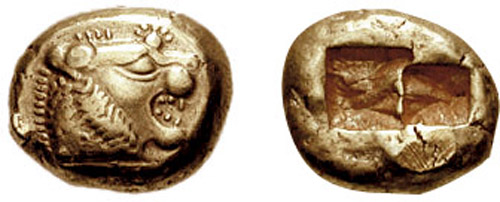
Lydische Elektron-Trite (⅓ Stater), 6. Jahrhundert v. Chr.

Die ersten Münzen wurden von den Lydern im Westen der heutigen Türkei zwischen 650 und ca. 620 v. Chr. als Zahlungsmittel herausgegeben und unter König Alyattes II. aus Elektron geschlagen. Dabei handelte es sich um klumpenförmige, natürliche Elektron-Nuggets, welche das königliche Siegel trugen. Bildliche Darstellungen auf Münzen kamen um 620 v. Chr. auf. Danach folgten Münzen in Gold in verschiedenen Größen und Werten, um die Bezahlung von Söldnern zu vereinfachen. Dazu wurde Goldstaub von bestimmter Menge zu Münzen verschmolzen und mit einem Prägebild des Königs versehen. Der letzte Lyderkönig Krösus gelangte so in den Ruf, unermesslich reich zu sein.

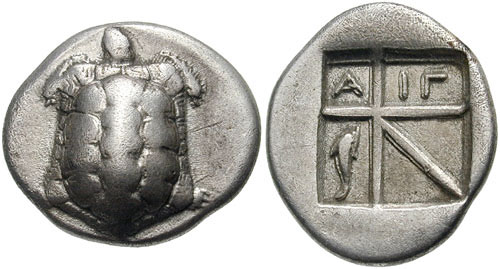
Drachme aus Aigina, nach 404 v. Chr.

Die ersten Silbermünzen wurden um 550 v. Chr. in Kleinasien und auf der Insel Aigina geprägt. Sie trugen das Bild einer Löwen- bzw. Stierprotome (Kleinasien); auf den Münzen der griechischen Insel Aigina wurde eine Seeschildkröte abgebildet. Kurz darauf prägten auch Athen und Korinth Münzen.
Lange blieben die Münzen aus Aigina („Schildkröten“ genannt) sowie die aus Korinth („Fohlen“) und Athen („Eulen“) die beherrschenden Zahlungsmittel des frühen Griechenland. Auch in vielen griechischen Kolonien wurden Münzen geprägt. Syrakus auf Sizilien verfügte über die ausgeprägteste Münzkultur außerhalb des griechischen Mutterlandes. Bis in etwa 400 v. Chr. setzte sich die Münze in ganz Griechenland gegenüber dem Tauschhandel durch. Allerdings gab es kein einheitliches griechisches Münzsystem, sondern mehrere Regionen, in denen jeweils eine Münzfamilie dominierte. Langsam baute aber der 17 Gramm schwere attische Tetradrachmon mit seinen Unterteilungen (Stater, Drachmon, Diobolos, Trihemiobolos, Obolus, Hemiobolos, Tetartemorion) und größeren Einheiten zu zehn oder zwölf Drachmen eine dominierende Stellung auf. Bis 400 v. Chr. nahm auch die handwerkliche Reife der Darstellungen auf den Münzen zu, wenn auch Götterbilder und geheiligte Tiere weiter die bestimmenden Motive blieben. Die noch primitiven Prägemethoden mit Hammerschlägen auf einem Amboss führten dazu, dass viele Münzen dieser Zeit nur unvollständig geprägt sind und gesprungene Ränder aufweisen.
Die Darstellung von Herrschern auf Münzen setzte sich im griechischen Raum und in den Diadochenreichen erst nach Alexander dem Großen durch. Silber blieb der bestimmende Rohstoff, bis die kleineren Silbermünzen durch Bronzemünzen ersetzt wurden. Hierbei handelt es sich um die ersten Scheidemünzen. Unter römischer Herrschaft wurde den griechischen Städten nur noch die Prägung von Münzen aus Kupfer oder Bronze erlaubt. Stadtansichten, mythologische Motive oder Darstellungen von Künstlern und Gelehrten waren die Regel. Silberprägungen wurden durch die römische Besatzungsmacht in Umlauf gesetzt.
| Mehrfache und Unterteilungen der Silberdrachme | Mehrfache und Unterteilungen der Silberdrachme | Mehrfache und Unterteilungen der Silberdrachme | Mehrfache und Unterteilungen der Silberdrachme |
| Bild                                           | Denomination                                   | Wert                                           | Gewicht                                        |
| ---------------------------------------------- | ---------------------------------------------- | ---------------------------------------------- | ---------------------------------------------- |
|                                                | Dekadrachme                                    | 10 Drachmen                                    | 43 Gramm                                       |
|                                                | Tetradrachme                                   | 4 Drachmen                                     | 17,2 Gramm                                     |
|                                                | Didrachme                                      | 2 Drachmen                                     | 8,6 Gramm                                      |
|                                                | Drachme                                        | 6 Obolen                                       | 4,3 Gramm                                      |
|                                                | Tetrobol                                       | 4 Obolen                                       | 2,85 Gramm                                     |
|                                                | Triobol (Hemidrachme)                          | 3 Obolen                                       | 2,15 Gramm                                     |
|                                                | Diobol                                         | 2 Obolen                                       | 1,43 Gramm                                     |
|                                                | Trihemiobol                                    | 1½ Obolen                                      | 1,08 Gramm                                     |
|                                                | Obol                                           | 4 Tetartemorion                                | 0,72 Gramm                                     |
|                                                | Tritartemorion                                 | 3 Tetartemorion                                | 0,54 Gramm                                     |
|                                                | Hemiobol                                       | 2 Tetartemorion                                | 0,36 Gramm                                     |
|                                                | Trihemitetartemorion                           | 1½ Tetartemorion                               | 0,27 Gramm                                     |
|                                                | Tetartemorion                                  | ¼ Obol                                         | 0,18 Gramm                                     |
|                                                | Hemitetartemorion                              | ½ Tetartemorion                                | 0,09 Gramm                                     |